# Sylvia Oluchy
Ngozi Sylvia Oluchi Ezeokafor conocida popularmente como Sylvya Oluchy es una actriz nigeriana.

## Biografía
Oluchi nació en Lagos y se crio en Abuya. Estudió artes teatrales en la Universidad Nnamdi Azikiwe en Awka, estado de Anambra.

## Carrera
Según ella, nunca quiso ser actriz hasta que su madre le dijo "serás una buena actriz" después de notar su talento al imitar a sus maestros de escuela. En 2011, interpretó el papel de Shaniqua en la serie de televisión de Atlanta. Durante entrevistas con Best of Nollywood Magazine y YES International Magazine, llegó a los titulares nacionales cuando se le preguntó si tenía algún límite en su profesión, ella respondió: "No tengo límites porque mi cuerpo es mi computadora portátil. Otros tienen sus laptops y archivos, lo que tengo es mi cuerpo y mi voz. Incluso el concepto de desnudez, no tengo ningún problema".

## Filmografía
| Año  | Película            | Rol             |
| ---- | ------------------- | --------------- |
| 2009 | Honest Deceiver     | Lara            |
| 2009 | Honest Deceiver 2   | Lara            |
| 2010 | Bent Arrows         | Idara           |
| 2011 | Atlanta Series      | Shaniqua        |
| 2013 | Alan Poza           | Senami          |
| 2013 | On Bended Knees     |                 |
| 2013 | Playing Victim      | amiga de Demeji |
|      | Finding Love        |                 |
| 2014 | Being Mrs Elliot    | Nonye           |
| 2015 | Losing Control      | Coco            |
| 2015 | Heroes and Villains |                 |
| 2018 | Forbidden           | Chinalu         |

## Premios
| Año  | Premio                            | Categoría                              | Película        | Resultado |
| ---- | --------------------------------- | -------------------------------------- | --------------- | --------- |
| 2012 | Premios de películas de Nollywood | Premio Estrella en ascenso             | Bent Arrows     | Ganador   |
| 2012 | Premios City People Entertainment | Mejor Actriz Revelación                |                 | Ganador   |
| 2013 | Premios Best of Nollywood         | Acto más prometedor del año (femenino) | On Bended Knees | Ganador   |